# Championnat de Hong Kong de football 1991-1992
Navigation
Saison précédente Saison suivante
La saison 1991-1992 du Championnat de Hong Kong de football est la quarante-septième édition de la première division à Hong Kong, la First Division League. Elle regroupe, sous forme d'une poule unique, les dix meilleures équipes du pays qui se rencontrent deux fois, à domicile et à l'extérieur. En fin de saison, les deux derniers du classement sont relégués et remplacés par les deux meilleurs clubs de Second Division League, la deuxième division hongkongaise.
C'est le club de South China AA, double tenant du titre, qui remporte à nouveau le championnat cette saison après avoir terminé en tête du classement final, avec un seul point d'avance sur Eastern AA et douze sur Happy Valley AA. C'est le vingt-cinquième titre de champion de Hong Kong de l'histoire du club.

## Clubs participants
- Kui Tan FC
- South China AA
- Eastern AA
- Happy Valley AA
- Hong Kong Police FC - Promu de D2
- Sing Tao SC
- Instant-Dict FC[1]
- Ernest Borel FC
- Hong Kong FC
- Michelotti FC - Promu de D2

## Compétition
Le barème de points servant à établir les classements se décompose ainsi :
- Victoire : 3 points
- Match nul : 1 point
- Défaite : 0 point

### Classement
| Rang | Équipe               | Pts | J  | G  | N | P  | Bp | Bc | Diff |
| ---- | -------------------- | --- | -- | -- | - | -- | -- | -- | ---- |
| 1    | South China AAT      | 46  | 18 | 15 | 2 | 1  | 65 | 13 | +52  |
| 2    | Eastern AA           | 45  | 18 | 14 | 3 | 1  | 55 | 12 | +43  |
| 3    | Happy Valley AA      | 34  | 18 | 11 | 1 | 6  | 47 | 20 | +27  |
| 4    | Sing Tao SC          | 33  | 18 | 10 | 3 | 5  | 22 | 21 | +1   |
| 5    | Ernest Borel FCC     | 27  | 18 | 8  | 3 | 7  | 34 | 24 | +10  |
| 6    | Instant-Dict FC      | 25  | 18 | 7  | 4 | 7  | 30 | 21 | +9   |
| 7    | Kui Tan FC           | 20  | 18 | 5  | 5 | 8  | 22 | 24 | -2   |
| 8    | Michelotti FCP       | 19  | 18 | 6  | 1 | 11 | 24 | 45 | -21  |
| 9    | Hong Kong FC         | 5   | 18 | 1  | 2 | 15 | 12 | 52 | -40  |
| 10   | Hong Kong Police FCP | 4   | 18 | 1  | 1 | 16 | 13 | 92 | -79  |

|  | Qualification pour la Coupe d'Asie des clubs champions 1992-1993           |
|  | Qualification pour la Coupe des Coupes 1992-1993                           |
|  | Relégation directe en deuxième division                                    |
|  | T : Tenant du titre C : Vainqueur de la Coupe de Hong Kong P : Promu de D2 |

## Bilan de la saison
| Championnat de Hong Kong de football 1991-1992 |                            |
| Champion                                       | South China AA (25e titre) |
| Coupes et trophées                             |                            |
| Vainqueur de la Coupe de Hong Kong 1991-1992   | Ernest Borel FC            |
| Qualifications continentales                   |                            |
| Coupe d'Asie des clubs champions 1992-1993     | South China AA (forfait)   |
| Coupe des Coupes 1992-1993                     | Sing Tao SC (forfait)      |
| Promotions et relégations                      |                            |
| Promus en First Division League                | Kitchee SC                 |
| Promus en First Division League                | British Forces FC          |
| Relégués en Second Division League             | Hong Kong FC               |
| Relégués en Second Division League             | Hong Kong Police FC        |